# 硒酸钾
硒酸钾是一种无机化合物，化学式为K2SeO4。它在摄影等方面有应用。

## 制备
硒酸钾由氢氧化钾和三氧化硒反应制备。
 SeO3 + 2 KOH → K2SeO4 + H2O
或者使亞硒酸與氫氧化鉀反應，得到亞硒酸鉀後再與溴反應而得到。
 H2SeO3 + 2 KOH → K2SeO3 + 2 H2O
 K2SeO3 + 2 KOH + Br2 → K2SeO4 + 2 KBr + H2O